# Кол (річка, Тасманія)
Кол — річка на півдні Тасманії. Від верхів'я біля Туннака вона протікає через долину та місто Річмонд і впадає у Пітт Вотер. У Річмонді річку перетинає історичний Річмондський міст, найстаріший з мостів Австралії, який досі використовується.

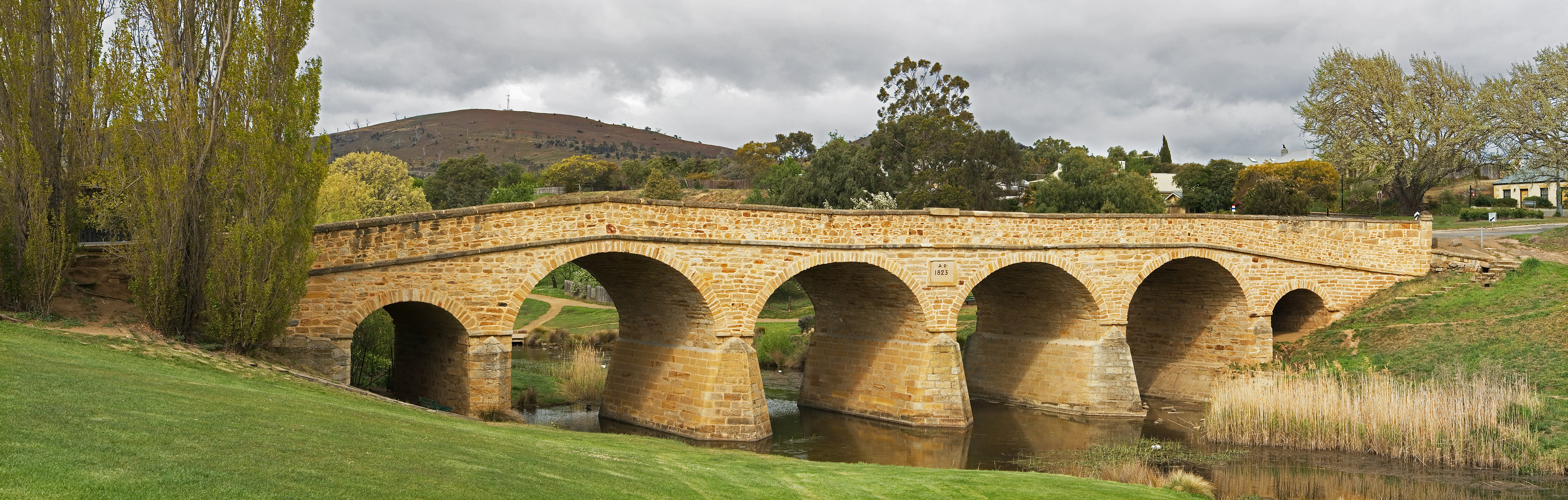
Панорама Річмондського моста через річку Кол